# Carlisle (Iowa)
Carlisle – miasto w Stanach Zjednoczonych, w stanie Iowa, w hrabstwach Warren i Polk.

## Demografia
Zgodnie ze spisem statystycznym z 2000, miasto liczyło 3497 mieszkańców. W 2023 liczba mieszkańców wzrosła do 4326 osób, a gęstość zaludnienia przekroczyła 386 osób/km².